# Šašavarlija
Šašavarlija (makedonsky: Шашаварлија) je vesnice v Severní Makedonii. Nachází se v opštině Štip ve Východním regionu.

## Geografie
Vesnice se nachází v západních svazích hory Plačkovica, 8 km od města Štip. Leží v nadmořské výšce 601 metrů.

## Demografie
Podle sčítání lidu z roku 2002 žije ve vesnici 108 obyvatel, z toho 23 jsou Makedonci a zbylá část jsou Turci.
V roce 1900 zde provedl sčítání lidu bulharský spisovatel a etnograf Vasil Kančov. Podle něj zde žilo 730 obyvatel a vesnice patřila Turkům.
| Rok          | 1900 | 1916 | 1948 | 1953 | 1961 | 1971 | 1981 | 1991 | 1994 | 2002 |
| ------------ | ---- | ---- | ---- | ---- | ---- | ---- | ---- | ---- | ---- | ---- |
| Obyvatelstvo | 730  | 541  | 339  | 358  | 285  | 235  | 131  | 149  | 126  | 108  |